# جلان بوكستون
جلان بوكستون (بالإنجليزية: Glen Buxton)‏ هو عازف قيثارة أمريكي، ولد في 10 نوفمبر 1947 في آكرون في الولايات المتحدة، وتوفي في 19 أكتوبر 1997 في كلاريون في الولايات المتحدة بسبب ذات الرئة.

## وصلات خارجية
- جلان بوكستون على موقع IMDb (الإنجليزية)
- جلان بوكستون على موقع ميوزك برينز (الإنجليزية)
- جلان بوكستون على موقع أول ميوزيك (الإنجليزية)
- جلان بوكستون على موقع ديسكوغز (الإنجليزية)
- جلان بوكستون على موقع كينوبويسك (الروسية)